# 익산축구공원
익산축구공원(益山蹴球公園, Iksan Football Park)은 대한민국 전북특별자치도 익산시에 있는 스포츠 시설이다. 축구 경기장 2면으로 구성되어 있고 2018년 3월 15일부터 익산시축구협회가 위탁 운영하고 있다.

## 참고 문헌
- 《전국 공공체육 시설 현황 (2017년말 기준)》. 대한민국 문화체육관광부. 2019.